# Kuboth
Kuboth (auch Kubot, Kubath) ist ein seltener deutscher Nachname.

## Herkunft und Bedeutung
Der Name ist eine slawische Abwandlung des Namens Jacobus beziehungsweise Jakob. Bis zur Vertreibung der Deutschen aus Ost-Europa während und nach dem Zweiten Weltkrieg waren Personen mit diesem Namen fast ausschließlich in Oberschlesien angesiedelt. Menschen, die diesen Namen tragen, findet man heute in der Bundesrepublik Deutschland, durch Auswanderung vereinzelt auch in Kanada und den Vereinigten Staaten.

## Namensträger
- Łukasz Kubot (* 1982), polnischer Tennisspieler
- Sebastian Kuboth (* 1984), deutscher Autor und Journalist